# اسم عنصر قياسي
في الكيمياء يتم تسمية عناصر ما بعد اليورانيوم باسم دائم بعد تأكيد اكتشافها. وهذه عملية بالغة في الدقة والتعقيد في بعض الحالات. ومن أجل التحدث عن العناصر المكتشقة حديثا أو التي لم تكتشف بعد بدون اخطاء، فإن الاتحاد الدولي للكيمياء البحتة والتطبيقية قامت بتعيين أسماء ورموز لمثل هذه العناصر.

## قواعد الاتحاد الدولي للكيمياء البحتة والتطبيقية
| الرقم | الجذر | الرمز |
| ----- | ----- | ----- |
| 0     | nil   | n     |
| 1     | un    | u     |
| 2     | bi    | b     |
| 3     | tri   | t     |
| 4     | quad  | q     |
| 5     | pent  | p     |
| 6     | hex   | h     |
| 7     | sept  | s     |
| 8     | oct   | o     |
| 9     | enn   | e     |

يتم اشتقاق الاسم من رقم العنصر الذري. فيتم تحويل كل رقم إلى جذر رقمي طبقا للجدول. هذه الجذور تتسلسل، وينتهى الاسم بالسفكس -ium. وبعض هذه الجذور لها أصل لاتيني وبعضها إغريقي، وهذا لتفادى تكرار الحروف. كما أن هناك بعض القواعد الاستثنائية التي تطبق لمنع وجود أسماء مضحكة للعناصر مثل:
- في حالة إتباع tri بالسفكس ium فسيؤدى هذا لأن يتم تجاهل أحد حروف i.
- في حالة إتباع enn بالسفكس nil فسيؤدى هذا لأن يتم تجاهل أحد حروف n.

ويتم تعيين الرموز بأخذ أول حرف من كل جذر، وتحويل الأول إلى حرف استهلالي.
كل العناصر حتى 111، متضمنة العنصر 111 لها أسماء ورموز دائمة، ولهذا فإن التسمية المؤقتة صالحة للعناصر من 112.وعند التطبيق سيتم تسمية العناصر التي لها أسماء المؤقتة تحتوى على 3 حروف.

## نبذات
يوجد عنصر وحيد فقط يتشابه اسمه القياسي مع اسمه الدائم (حتى أن الرمز متطابق)، العنصر رقم 8 أوكتيوم "Octium" ويكون رمزه O، والذي يعرف بإٍسم الأكسجين.

## وصلات خارجية
- توصية IUPAC . تمهيد غير معنون مارس 2004. (PDF، 143 kB).
- الطريقة القياسية لتسمية العناصر الأثقل من 110 (PDF، 41 kB).